# Château de Vergy
Pour les articles homonymes, voir Vergy.
Le château de Vergy est une ancienne forteresse du XIe siècle dont les vestiges se dressent sur la commune française de Reulle-Vergy dans le département de la Côte-d'Or, en région Bourgogne-Franche-Comté. Le château appartenait originellement à la famille de Vergy, puissante à cette époque et jusqu'au XIIe siècle inclus. Il a été entièrement rasé en 1610 sur ordre du roi Henri IV.

## Localisation
Le château se trouve sur la commune de Reulle-Vergy sur les hauts du département de la Côte-d'Or, entre Dijon (25 km au nord-est) et Beaune (21 km au sud), en Bourgogne-Franche-Comté, à une dizaine de kilomètres des communes voisines de Nuits-Saint-Georges, Vosne-Romanée (sud-est), Vougeot, Morey-Saint-Denis (est) et autres crus prestigieux.
Sa première caractéristique remarquable est le site sur lequel il a été construit. En effet les ruines se trouvent au sommet de la butte de Vergy : un éperon rocheux orienté nord-est/sud-ouest, aux parois élevées et abruptes de toutes parts.
Le sommet est une crête longue et étroite, formant une plate-forme d'environ 500 m de longueur sur 40 m dans sa plus grande largeur côté nord et affinée en pointe vers le sud. Cette plate-forme culmine à 510 m d'altitude dans sa partie nord (là où elle est au plus large), sur Reulle-Vergy ; elle s'abaisse vers le sud à environ 490 m.
La moitié sud de la crête est partagée entre L'Étang-Vergy à l'ouest (village à 360 m de la crête à vol d'oiseau et 315 m d'altitude) et Curtil-Vergy au sud (village à 700 m de la crête et 350 m d'altitude) ; au nord, Reulle-Vergy est à 830 m de la crête et à 425 m d'altitude.
Avec des dénivellations d'environ 190 m de haut (sur 360 m orthodromiques) à l'ouest, de 150 m de haut (sur 700 m orthodromiques) côté sud-est et de 90 m (sur 830 m orthodromiques) au nord, l'approche du château se fait par lune petite crête au nord qui offre la pente la moins abrupte.
Ainsi disposé, l'éperon fait office de remarquable place forte naturelle.
Vue plein sud depuis le côté sud-est du sommet de la butte de Vergy

Dans la vallée, de gauche à droite le long de la D116 : Curtil-Vergy, Segrois, ferme des Beveys.

| Curtil-Vergy Segrois D116 les Beveys montagne de · Villars montagne de · Montlissard Meuilley |

L'église Saint-Saturnin de Vergy se trouve à 140 m au nord des ruines du château, le long du chemin d'accès et à 465 m d'altitude. L'abbaye Saint-Vivant de Vergy est à la pointe sud de l'éperon, à 450 m d'altitude et donc à 45 m en dessous du sommet sud de la crête. Une croix de chemin se tient au bord du chemin menant à 300 m en contrebas de l'église.

## Historique
À l'époque romaine, une première fortification aurait été implantée sur l'éperon.
Au début du Xe siècle le château dépend du comté de Beaune et du duché de Bourgogne.
Probablement entre l'an 900 et 918, le comte Manassès Ier l'Ancien (†  918, comte de Chalon, de Beaune et donc seigneur de Vergy, de Dijon, d'Oscheret, d'Atuyer et de Langres) et son frère l'évêque d'Autun Walo de Vergy, fondent l'abbaye Saint-Vivant de Vergy à mi-pente côté sud de l'éperon rocheux, sur la sépulture de leur ancêtre saint Gairin de Poitiers et de Vergy, martyr et frère de saint Léger d'Autun, lapidé sur le mont de Vergy en 674. Ils y accueillent des moines de Vendée (et leur relique du saint vendéen saint Vivant) qui fuient les invasions vikings repoussées hors du duché de Bourgogne par le duc Richard de Bourgogne. En l'an mille, l'abbaye est rattachée à l'abbaye Saint-Bénigne de Dijon, puis à l'abbaye de Cluny en 1087.

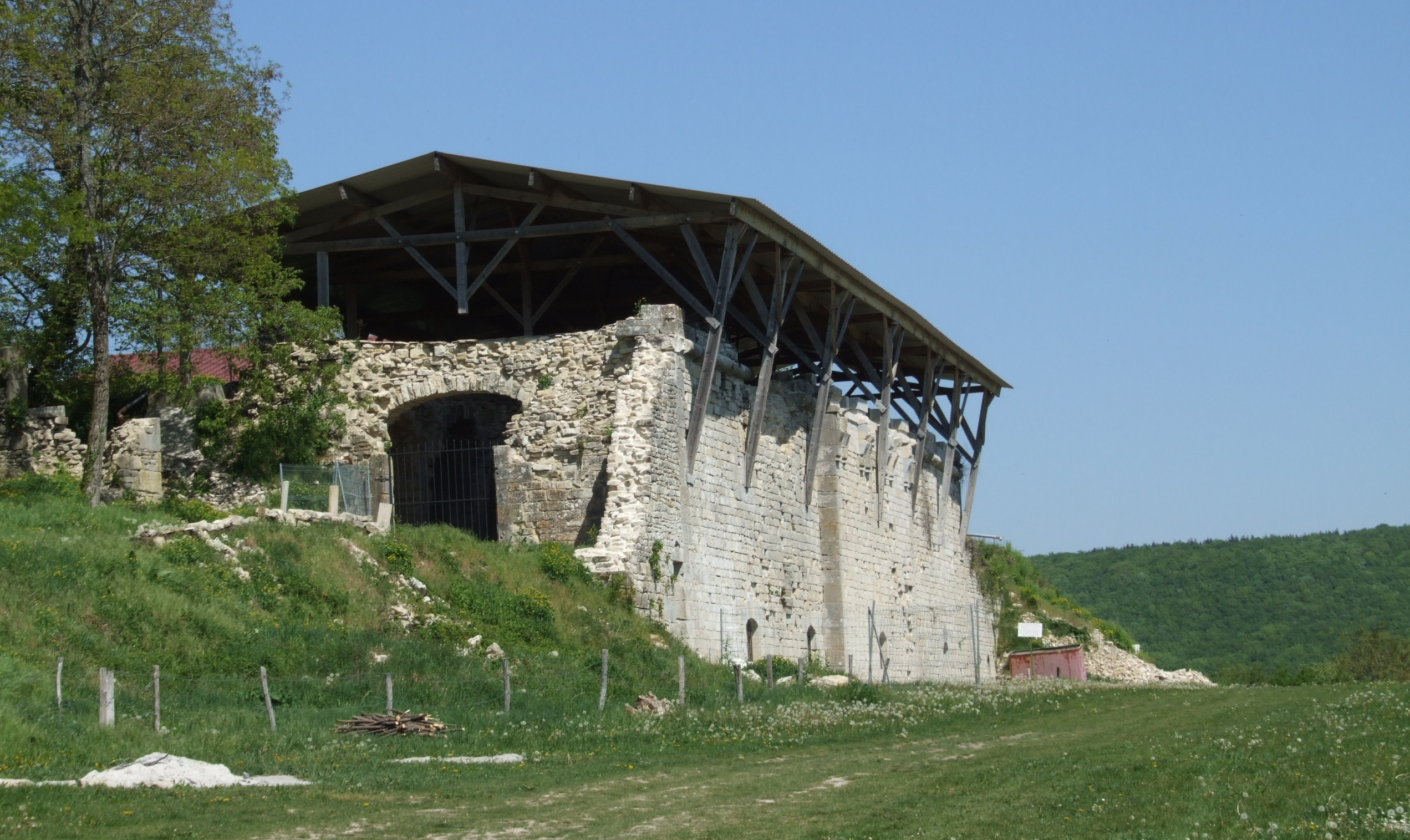
Abbaye Saint-Vivant de Vergy (IXe siècle)
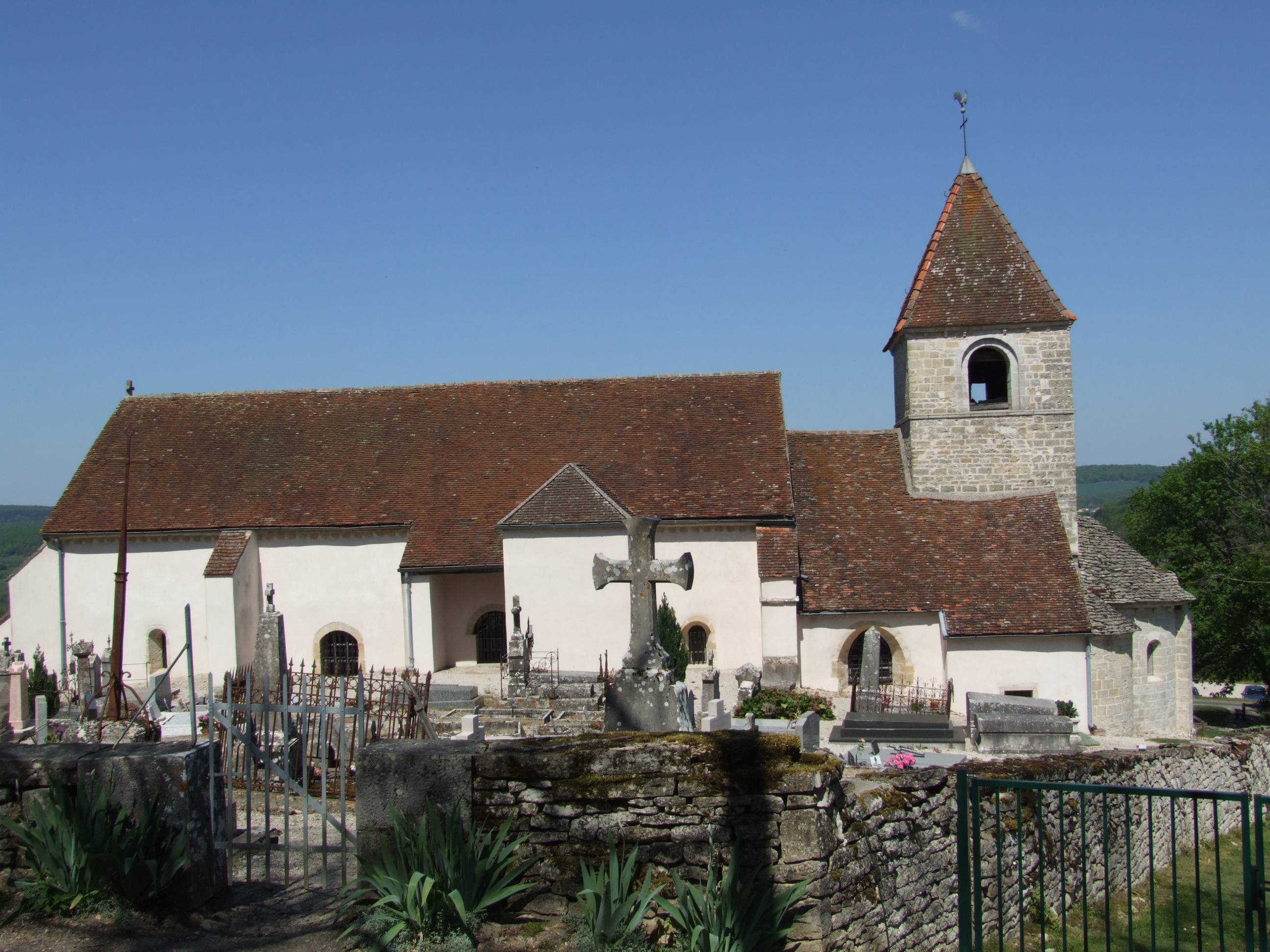
Église Saint-Saturnin de Vergy (XIe siècle), vue du sud

En 1023, le seigneur Humbert de Vergy dit Hézelin (1000–1060), seigneur de Nuits, archidiacre du diocèse d'Autun puis évêque de Paris, fonde le prieuré de saint Denis de Vergy dans l'une des tours de la forteresse, ou s'installent seize chanoines. Le chapitre est entre autres doté du cru Saint-Georges, l'un des plus anciens crus connus de Nuits-Saint-Georges. La chapelle Saint-Saturnin, aujourd'hui l'église Saint-Saturnin de Vergy, est construite sur la pente nord de l'éperon rocheux sur les vestiges d'un sanctuaire du VIe siècle. On a trouvé près d'elle des tombes mérovingiennes qui laissent penser que l'éperon à cette époque était probablement fortifié.
Au XIIe siècle, avec sa remarquable muraille de quatorze tours, la forteresse de Vergy, longue de 150 m et large de 110 m, est considérée par le roi Louis VII le Jeune comme une des plus imprenables du royaume. La guerre de Vergy oppose entre 1183 et 1187 le duc Hugues III de Bourgogne à son seigneur vassal rebelle Hugues de Vergy (1141–1217). Le duc assiège sans succès la forteresse pendant dix-huit mois. Les seigneurs de Vergy obtiennent la protection du roi Philippe II Auguste qui fait lever le siège et condamne le duc à une lourde amende.
En 1199 Hugues de Vergy donne sa fille Alix de Vergy en mariage au duc Eudes III de Bourgogne, fils du duc Hugues III, pour résoudre son conflit avec lui. Il la dote de la forteresse et seigneurie de Vergy, qui passent ainsi dans le duché de Bourgogne. La duchesse Alix de Vergy fait remplacer l'église par la collégiale Saint-Denis, d'une trentaine de mètres de longueur et dont l'abside repose sur l'actuelle tour Saint-Denis.
L'écuyer Renaud de Muressault devient châtelain de Vergy en 1356.
Là où se dresse l'église Saint-Saturnin, se tenait également le village de Vergy – encore inscrit sur la carte d'état-major du XIXe siècle.
En 1477 à la mort du duc Charles le Téméraire à la bataille de Nancy, le roi de France Louis XI réintègre la seigneurie de Vergy avec l'État bourguignon au domaine royal. Le château est aussitôt cédé par le roi à Guillaume IV de Vergy-Autrey.

Rares vestiges du château de Vergy dans la végétation
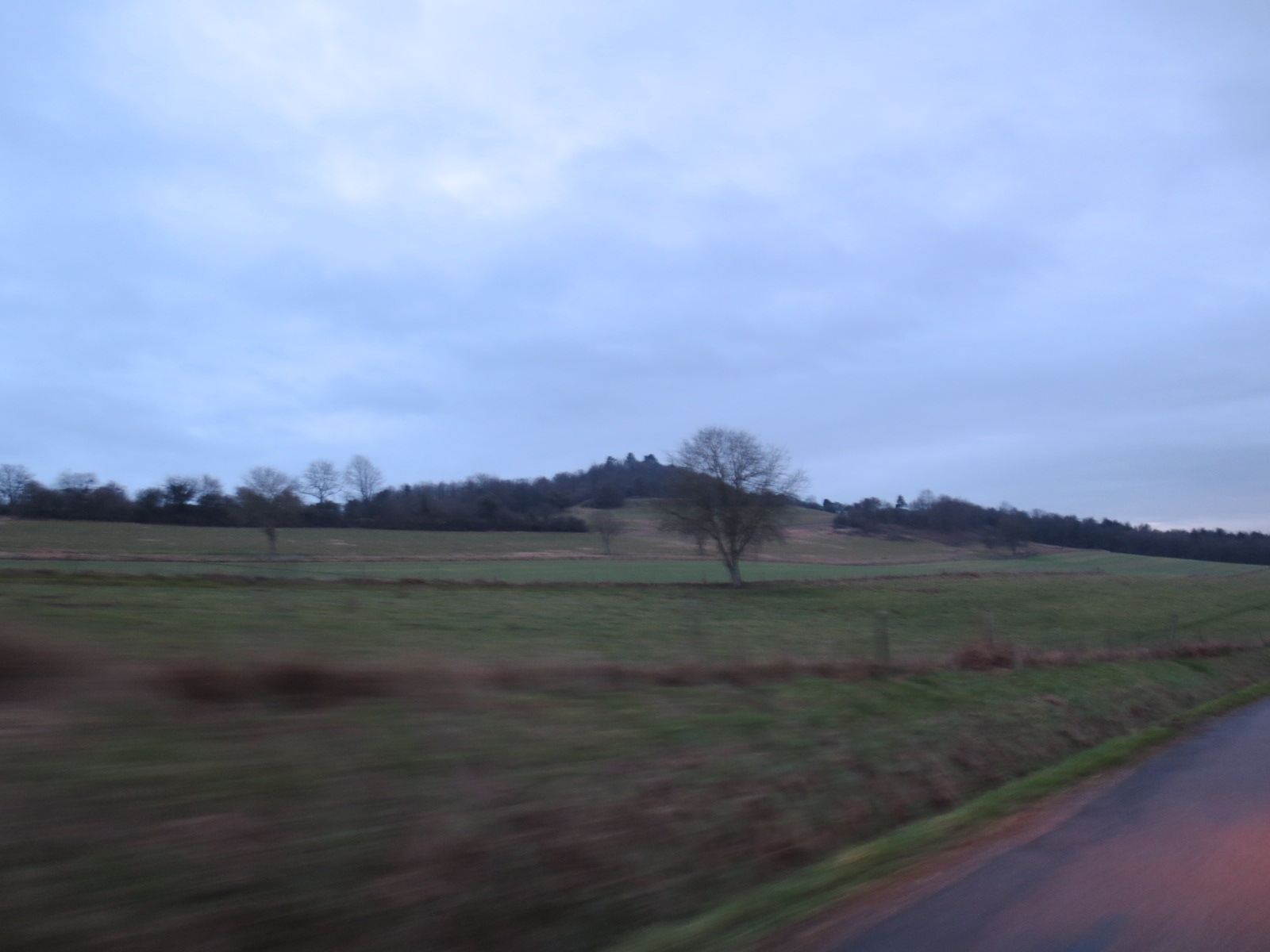
Mont de Vergy au centre, vu depuis la D116.
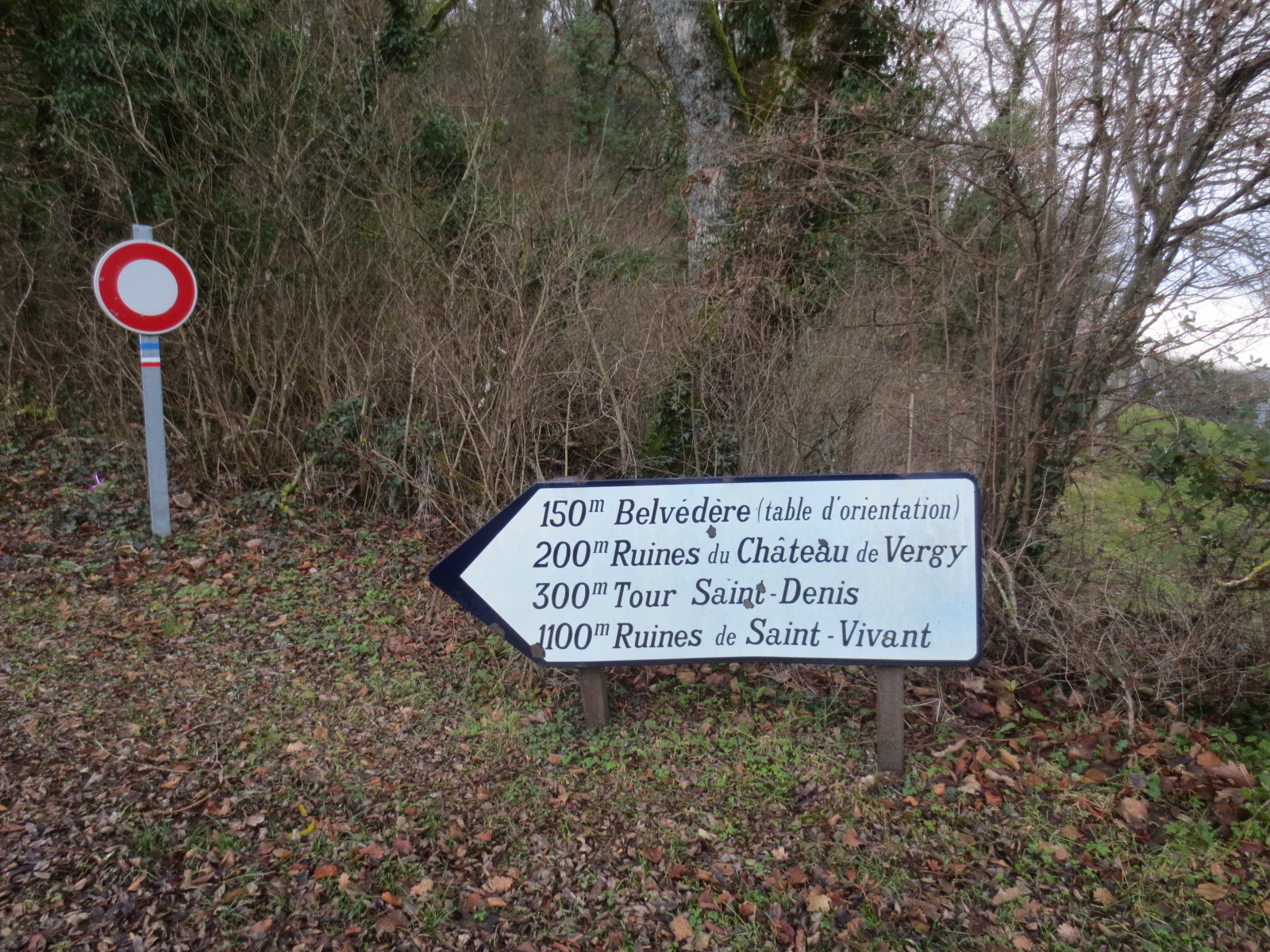
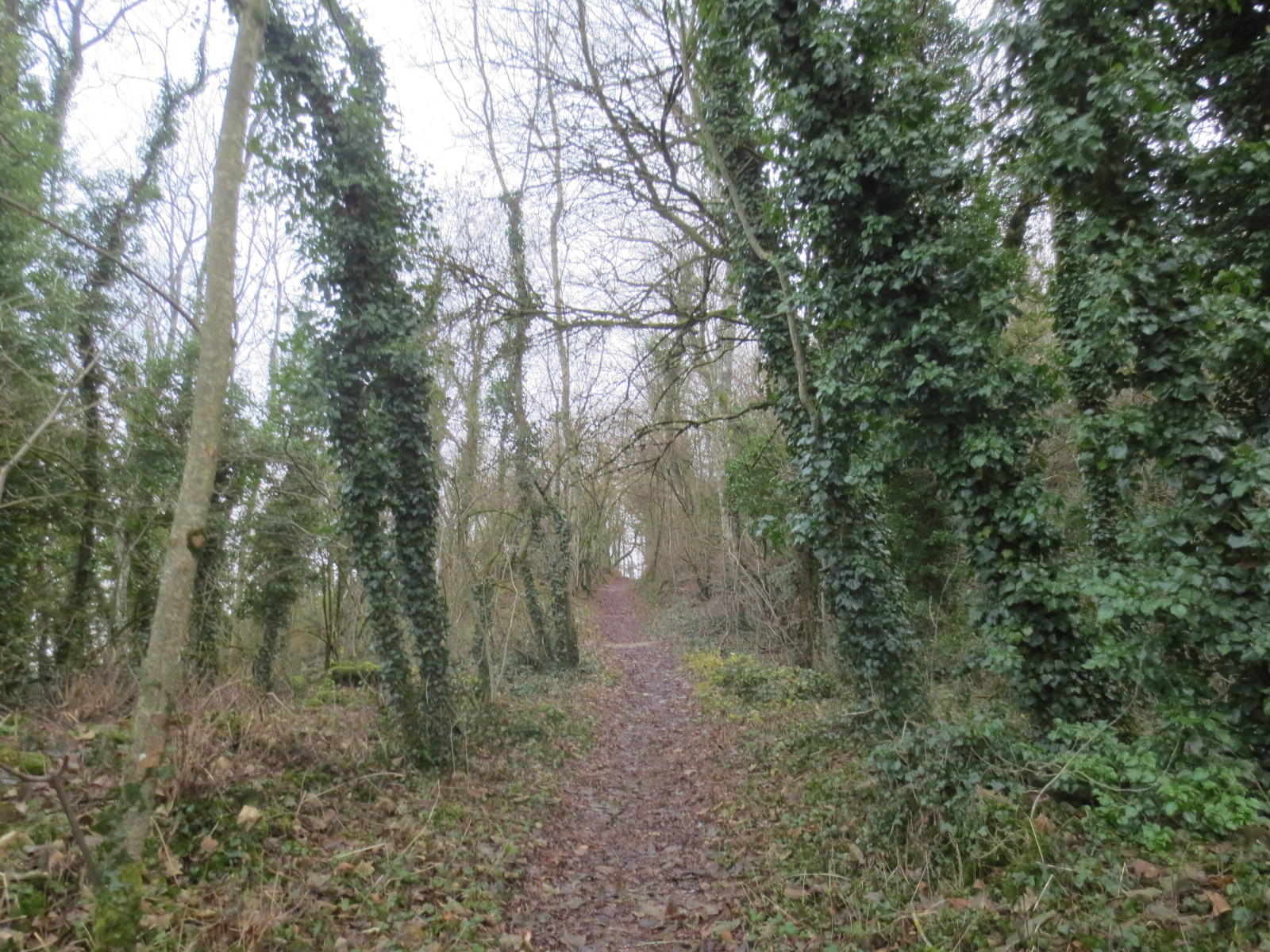
Chemin d'accès depuis Reulle-Vergy au nord.
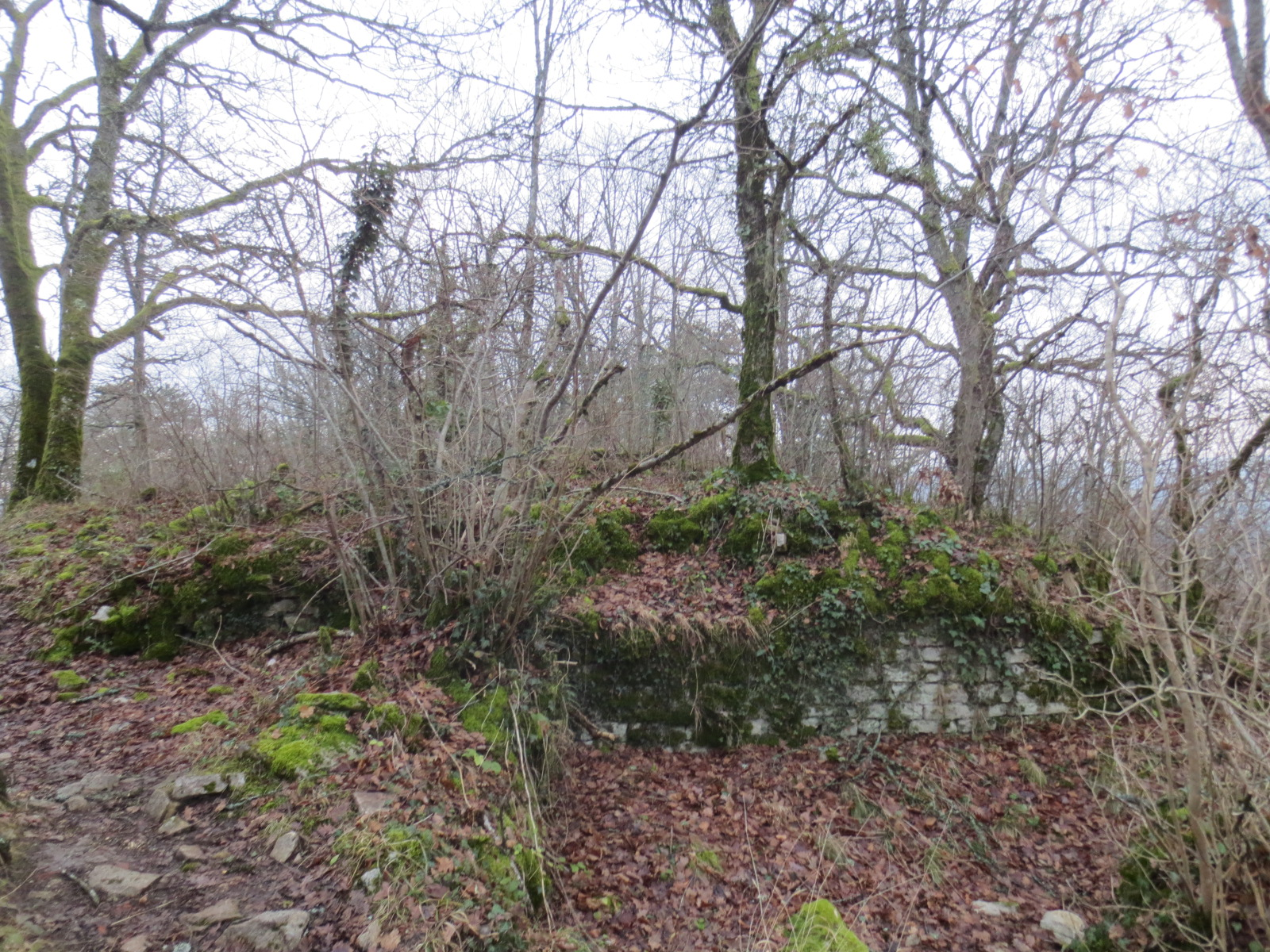
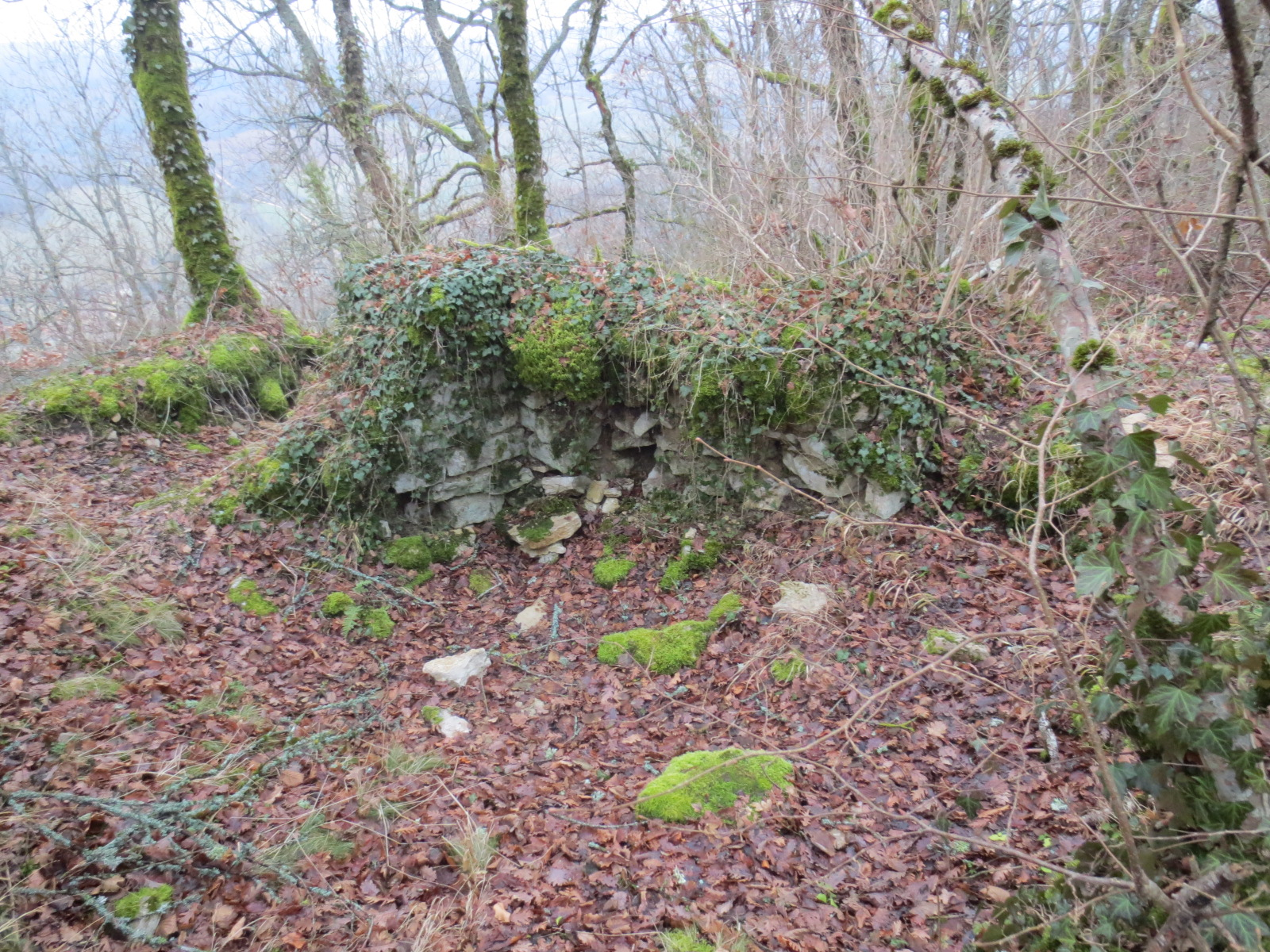
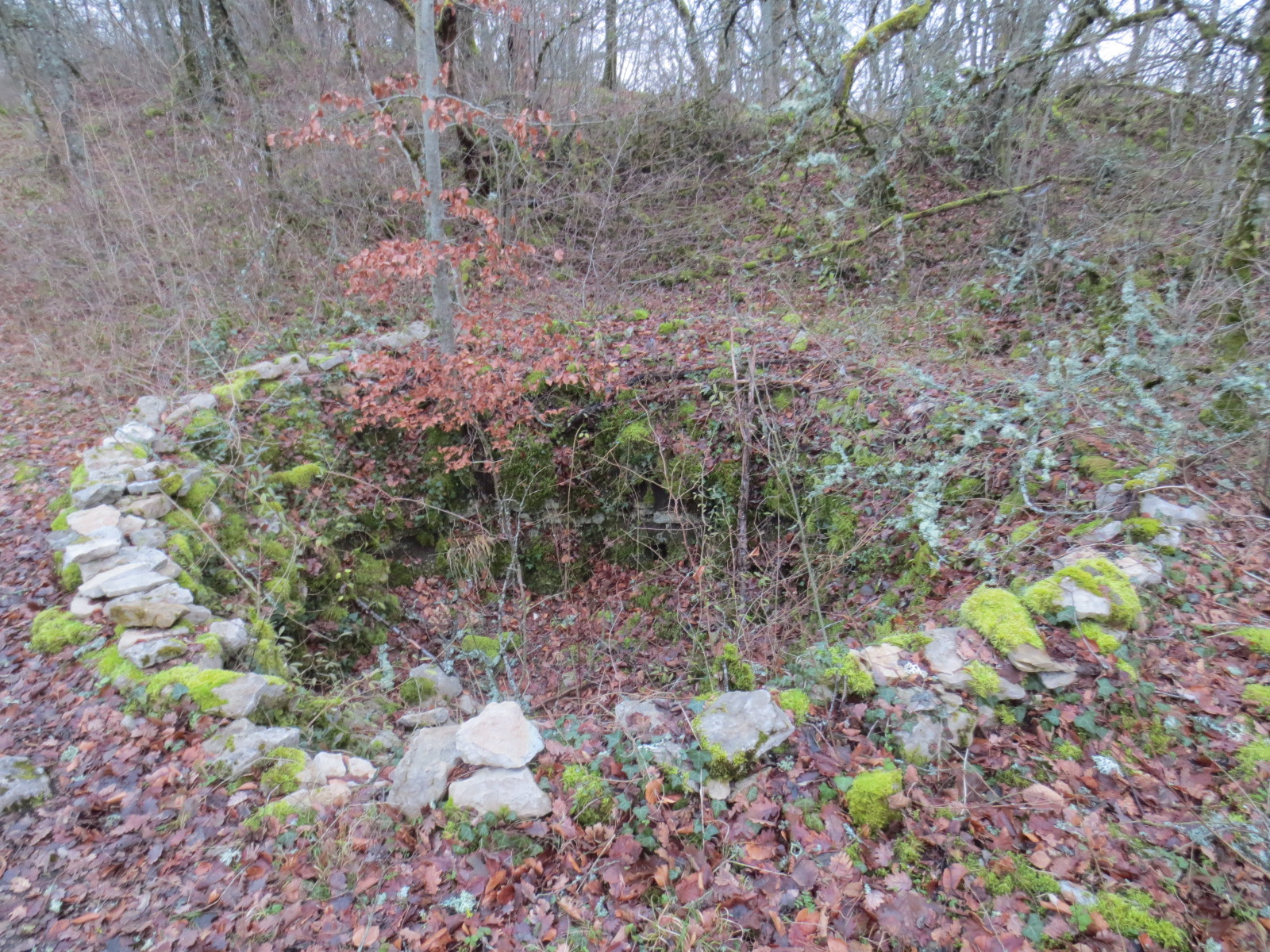
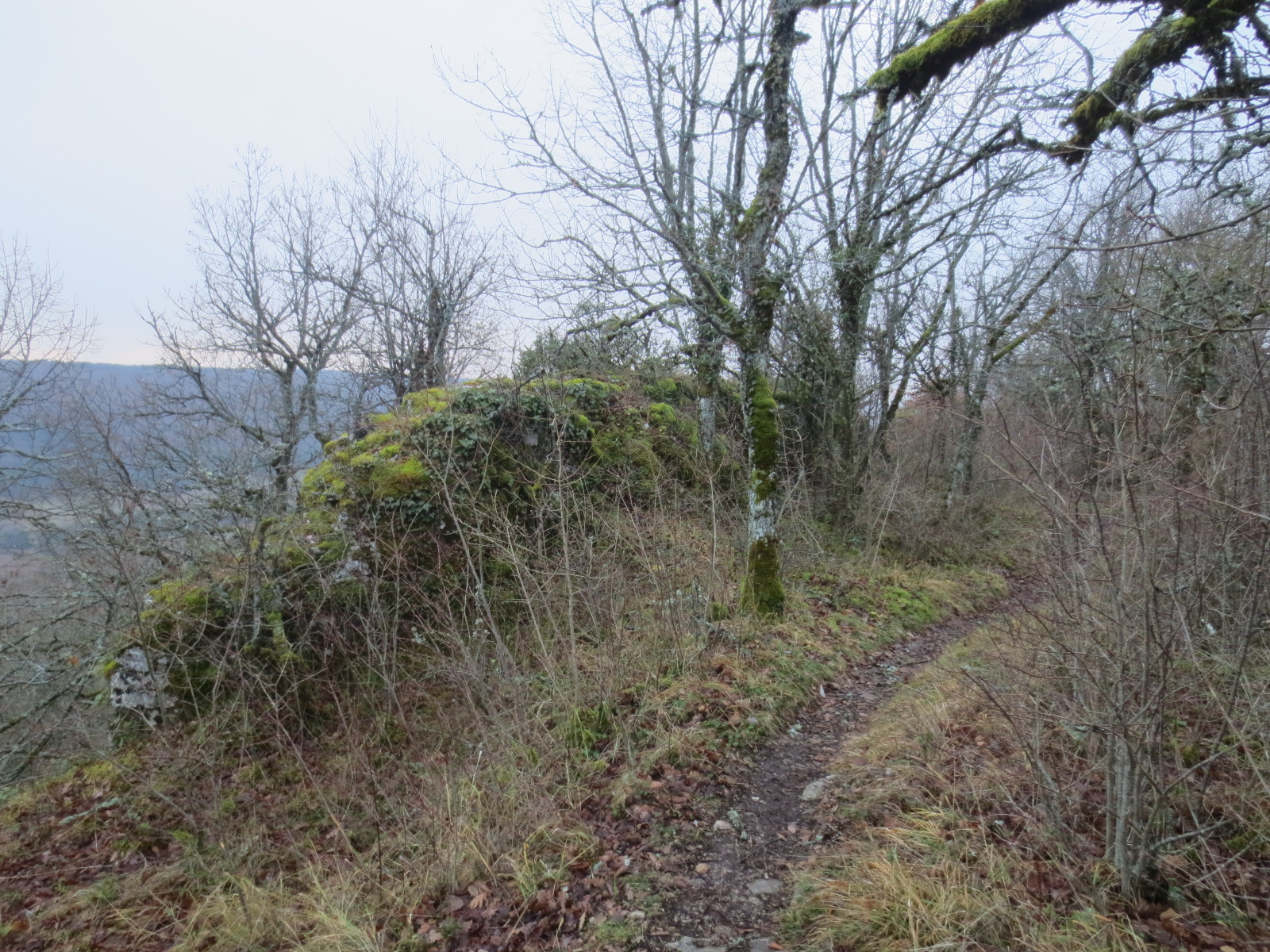
Vestige de mur côté sud-est de la crête.
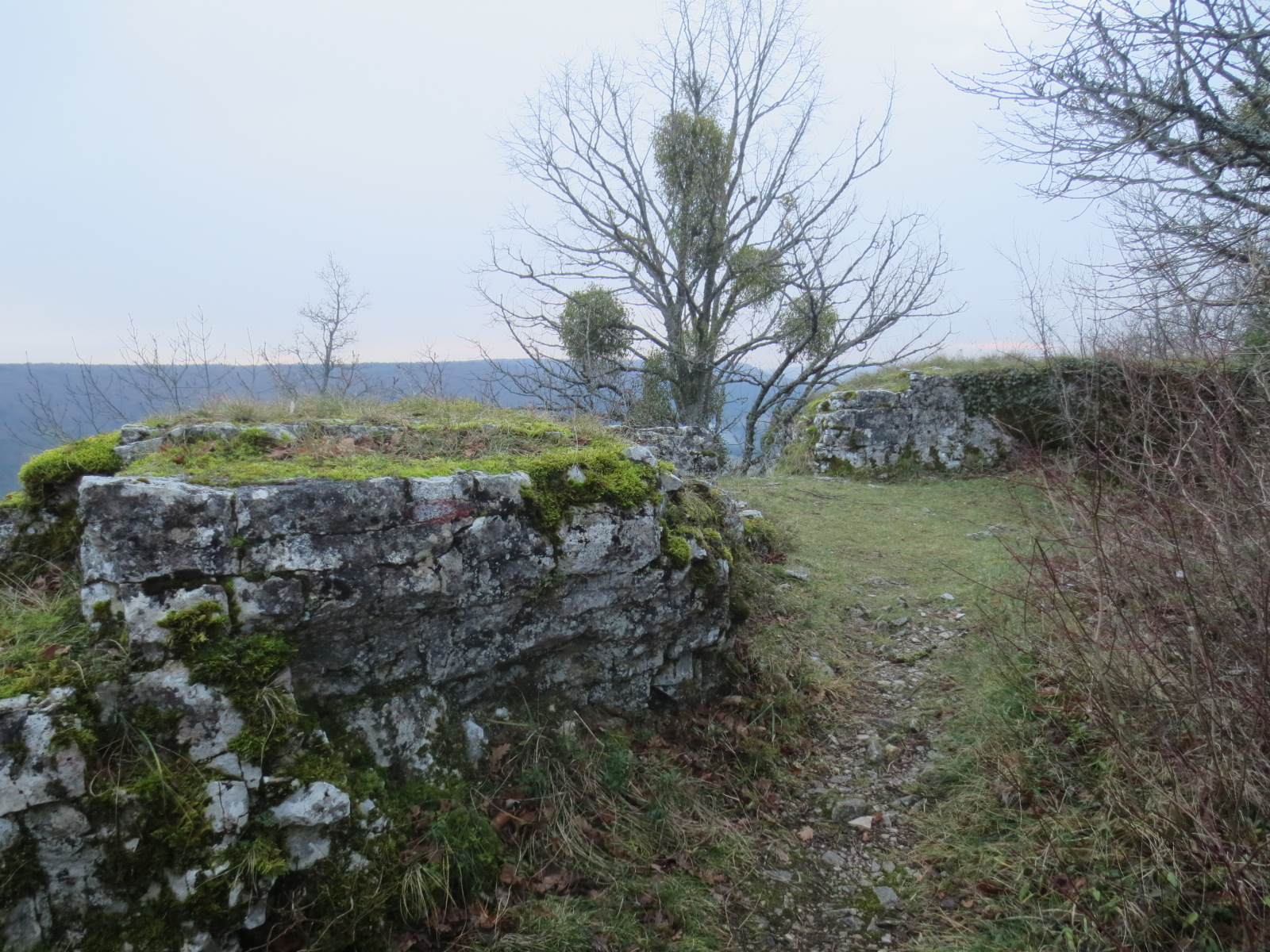
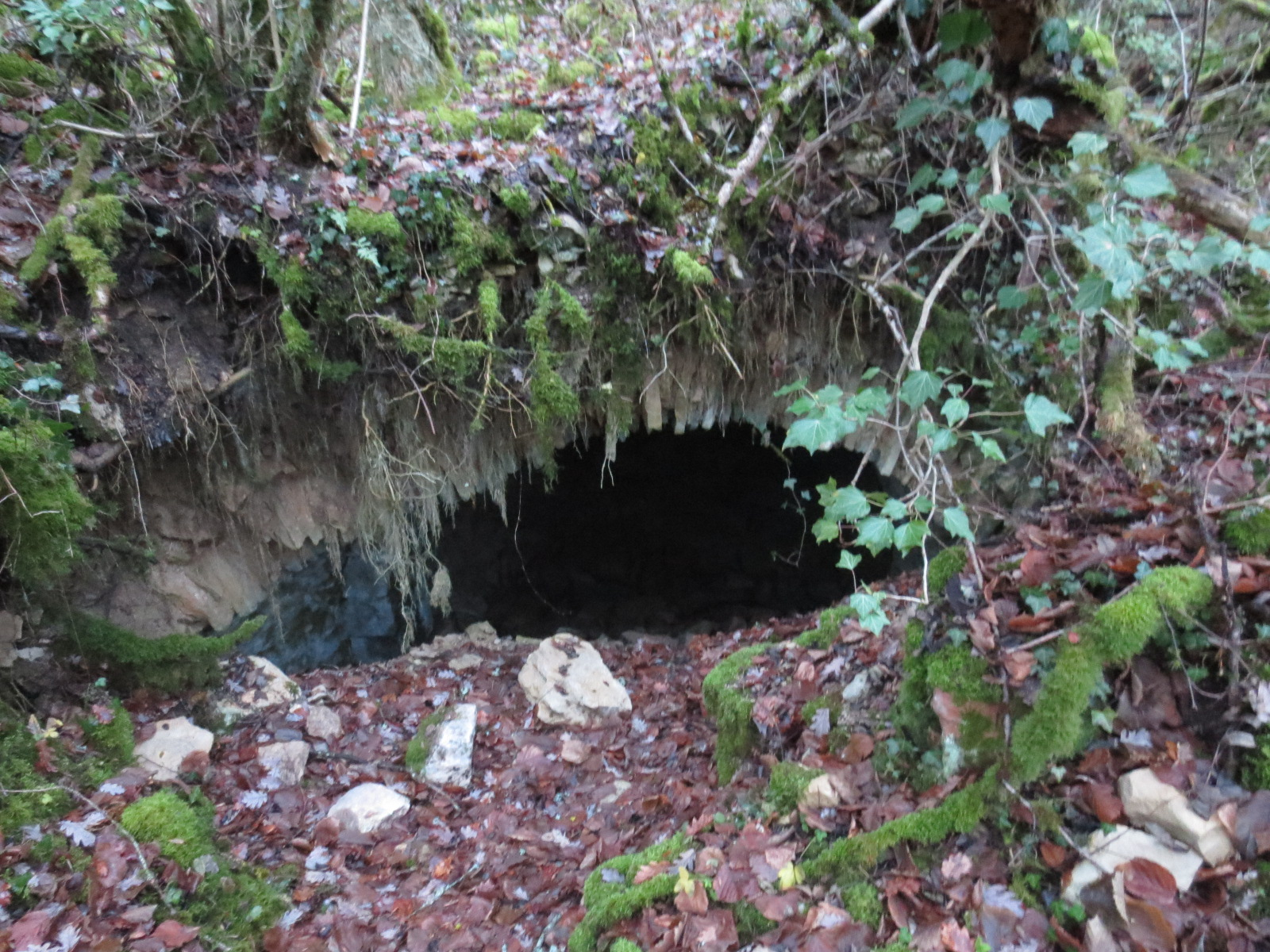
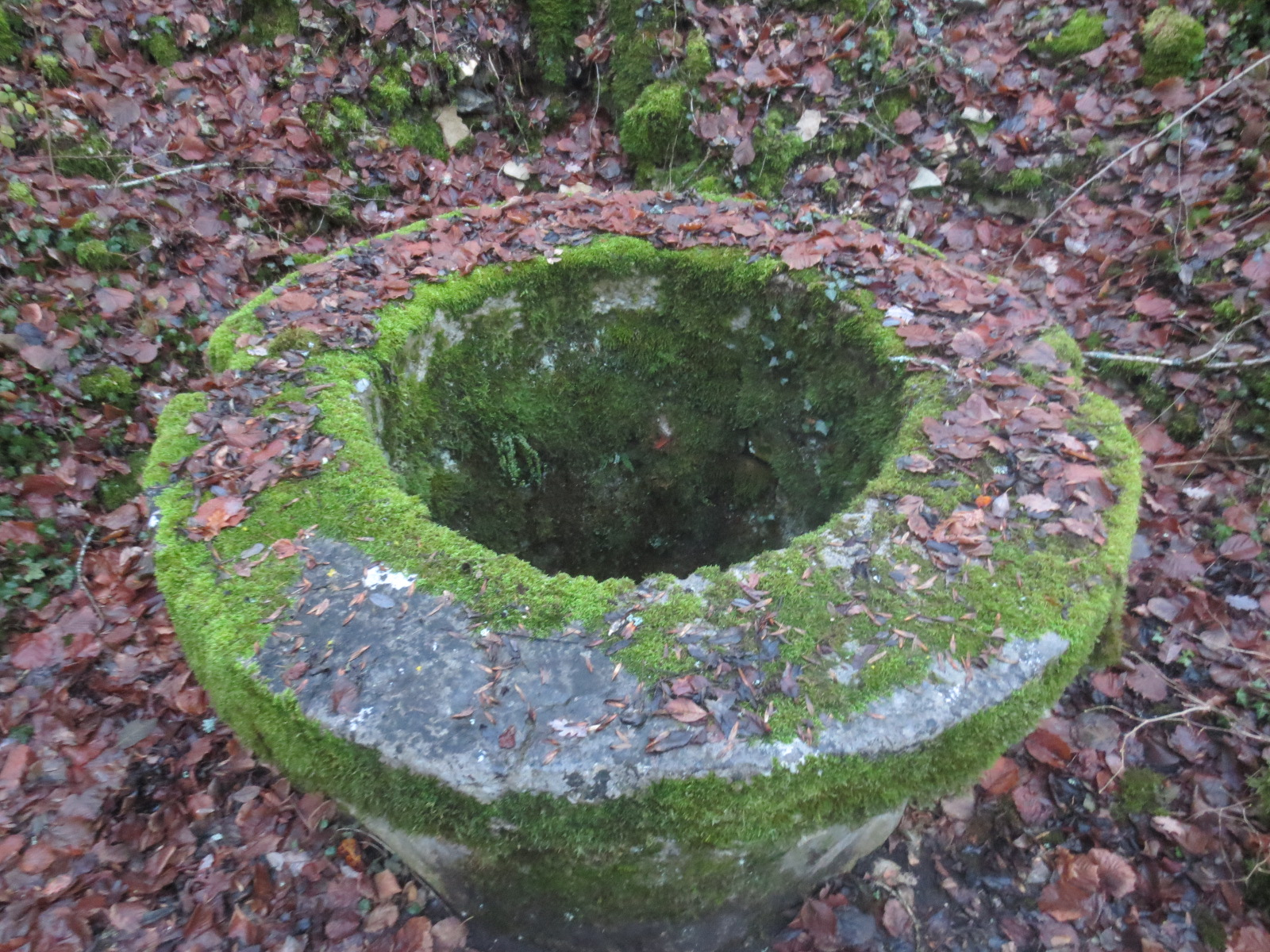
Puits.

En 1540 le domaine devient successivement la possession de Philibert de Vichy, puis en 1579 du ligueur catholique Guillaume Bailly qui livre la forteresse à la ligue de Guillaume de Saulx pour 6 000 écus.
Entre 1609 et 1610 à la suite des guerres de Religion entre catholiques et huguenots, le roi Henri IV fait entièrement démonter le château, possession du duc Charles de Mayenne, chef de la ligue catholique et gouverneur de Bourgogne.
Les pierres du château sont utilisées pour la construction de nombreuses maisons alentour. Il ne reste à ce jour que très peu de traces en surface du château et du bourg de Vergy, hormis trois étages de sous-sol en ruines sous la forteresse en sus de l'église Saint-Saturnin de Vergy et la base de la tour qui supportait l'abside de la collégiale Saint-Denis, ainsi que deux puits…